# Prélèvement spécial sur les bénéfices résultant de la vente, la location ou l'exploitation d'œuvres pornographiques ou d'incitation à la violence
Lire en ligne

Lire sur Légifrance

Le prélèvement spécial sur les bénéfices résultant de la vente, la location ou l'exploitation d'œuvres pornographiques ou d'incitation à la violence est une taxe française affectée au profit du Centre national du cinéma et de l'image animée créée en 1976 et abrogée en 2021. Son produit est quasi nul.

## Historique
Parmi les nombreuses mesures de la loi de finances pour 1976 contre la pornographie, il y a l'instauration d'une taxe sur les bénéfices de 20 % des œuvres cinématographiques pornographiques ou d'incitation à la violence,,. Le montant des recettes fiscales enregistrées pour 1977 est de 1 349 588 Francs.
L'article 14 de la loi de finances pour 1979 étend la taxe codifiée à l'article 235 ter L du code général des impôts aux représentations théâtrales à caractère pornographique.
L'article 18 de la loi de finances pour 1984 étend la taxe aux vidéocassettes,.
L'article 9 de la loi de finances pour 1989 étend la taxe aux établissements dont l'accès est interdit aux mineurs en raison de leur caractère licencieux ou pornographique (sex shop, peep show...),. En 2011, le Conseil d’État rappelle dans le cadre d'une question prioritaire de constitutionnalité que la surtaxe « est seulement un moyen de limiter la multiplication de ces lieux de vente mais en aucun cas une mesure pour interdire ou soumettre l’activité à une autorisation préalable ».
Outre l'élargissement de l'assiette, le taux du prélèvement spécial est également révisé à la hausse : 25 % entre 1989 et 1990, puis 30 % entre 1990 et 1993, et enfin 33 % depuis le 1er janvier 1993.
Lors du projet de loi de finances pour 2003, Charles de Courson propose de porter le taux à 60 %. « Notre but est de rendre ce secteur inintéressant sans pour autant en arriver à l'expropriation » déclare le député. Or cette surtaxation, qui s'ajoute aux 33 % d'impôt sur les sociétés, aboutit à une taxation à 93 % des bénéfices. La commission des finances de l'Assemblée nationale adopte l'amendement mais le député le retire en séance publique à la suite de l'intervention du ministre délégué au Budget, Alain Lambert : « Sur un sujet aussi sensible, il me faut exprimer les doutes du gouvernement. Même si l'on comprend parfaitement la démarche de M. de Courson, il est difficile d'être favorable à son amendement, qui conduirait à imposer ces activités à un taux supérieur à 90%. Cette mesure équivaudrait à une interdiction de fait »,,.
En 2009, le décret n° 2009-389 du 7 avril 2009 portant incorporation au code général des impôts de divers textes modifiant et complétant certaines dispositions de ce code transfère le prélèvement de l'article 235 ter L à l'article 1605 sexies du code général des impôts.
En 2014, l'Inspection générale des finances liste le prélèvement spécial parmi les 192 taxes à faible rendement et en recommande sa suppression.
Dans le cadre de la suppression de taxes à faible rendement prévue dans le projet de loi de finances pour 2019, des sénateurs du groupe Union centriste déposent un amendement pour en abroger un plus grand nombre, dont le prélèvement spécial. L'amendement est rejeté à la suite d'un avis défavorable du gouvernement,.
Nouvelle tentative lors du projet de loi de finances pour 2020. Le député Xavier Paluszkiewicz propose d'abroger les articles au motif que « les modalités de poursuite de cet objectif de politique publique apparaissent aujourd'hui désuètes au vu de l’évolution des marchés orientés vers internet » et « afin d'améliorer la lisibilité de la fiscalité en France »,.
La loi de finances pour 2021 abroge le prélèvement.

## Caractéristiques

### Redevables

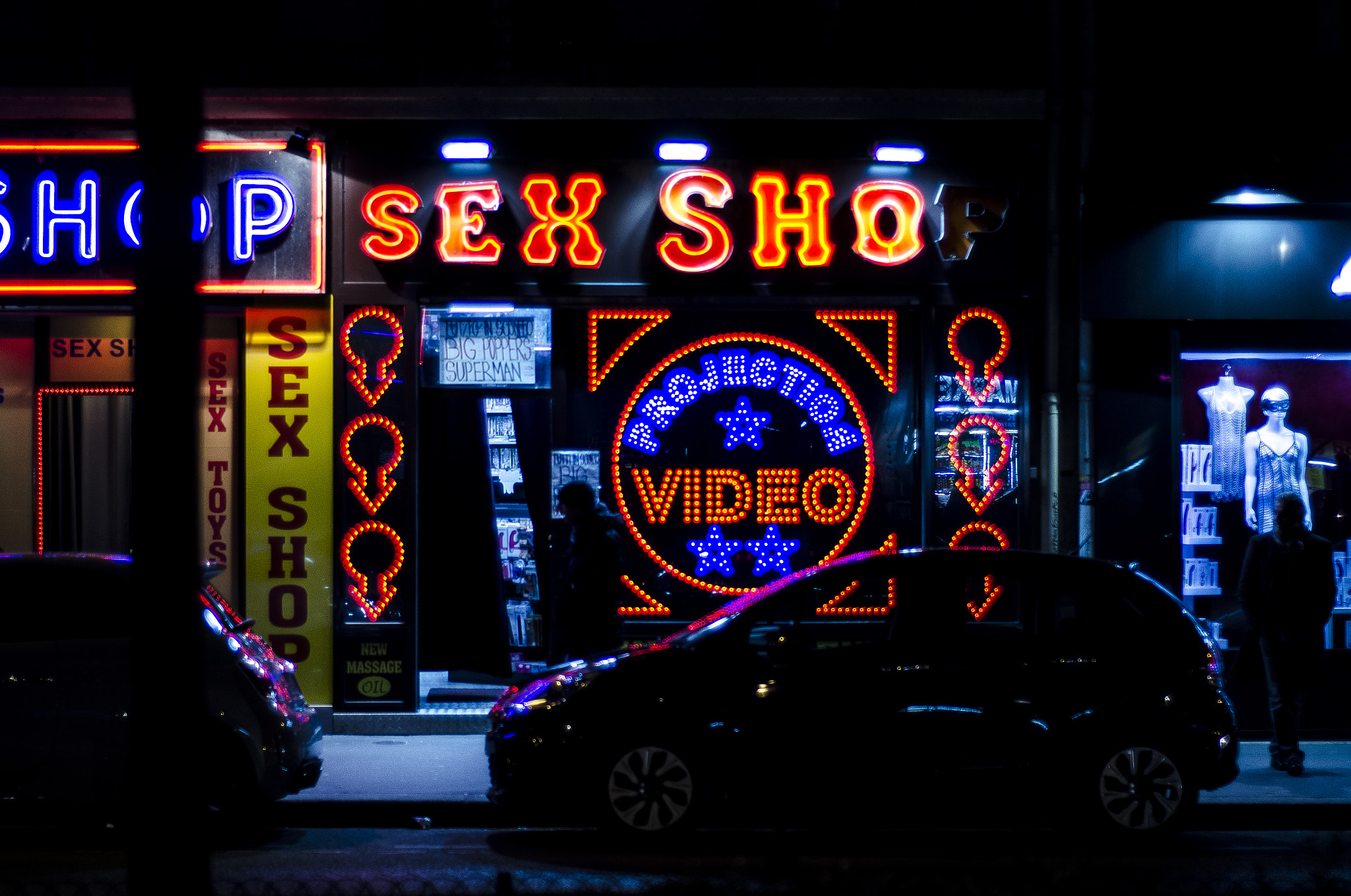
Sex shop à Paris.

Le prélèvement vise plusieurs types d'œuvres pornographiques :
- Le classement X d'une œuvre cinématographique par la Commission de classification des œuvres cinématographiques, au motif de contenu pornographique ou pour incitation à la violence, soumet l'œuvre à un prélèvement spécial de 33 % sur une fraction des bénéfices industriels et commerciaux résultant de la production, la distribution ou la représentation du film. Le prélèvement est décrit à l'article 1605 sexies du code général des impôts.
- Les supports physiques et la vidéo à la demande sont régis par l'article 1605 septies qui taxe les représentations publiques diffusées sur support vidéographique et l'article 1605 octies qui taxe la vente et la location d'œuvres d'œuvres pornographiques ou d'incitation à la violence.
- L'article 235 ter M s'adresse aux représentations théâtrales à caractère pornographique.
- L'article 235 ter MB s'adresse aux établissements dont l'accès est interdit aux mineurs en raison de leur caractère licencieux ou pornographique[21]. Le prélèvement concerne les sex shop, les peep show et certaines salles de spectacles, mais les discothèques et les salles de jeux ne sont pas concernés.

Les entreprises redevables doit s'acquitter d'un prélèvement sur le bénéfice fixé à 33 %.

### Bénéficiaire
Le produit de ce prélèvement est affecté au Centre national du cinéma et de l'image animée. Il est d'environ 100 000 euros en 2012, ce qui fait dire à des juristes que le dispositif fiscal français « a au moins pour effet — sinon pour but — d’agir sur la création pour limiter la production et la consommation de films pornographiques ou incitant à la haine »,.